# 薛幹
薛幹（1411年—？），字景廉，直隸真定府趙州臨城縣人，民籍。明朝政治人物。進士出身。

## 生平
正統六年（1441年）辛酉科順天府鄉試第九十七名。正統七年（1442年）壬戌科會試第四十九名，殿試登進士第三甲第九十四名。

## 家族
曾祖薛敬。祖父薛弘友。父亲薛志剛。